# Puruándiro
Puruándiro es la cabecera del municipio homónimo, ubicada al norte de Michoacán en la Región Bajío. El actual poblado fue fundado por Juan de Villaseñor y Orozco en 1526.
El pueblo solía contar con un acueducto constrído por Mariano de la Piedra el cual se ha visto afectado por el desuso y el pasar del tiempo, quedando únicamente vestigios y algunas pilas de agua. «La Sirena» y «El Moro» son ejemplos de estas. Una de las más emblemáticas es la llamada «Pila del Agua Potable»: Fuente "Mariano de la Piedra" que durante mucho tiempo abasteció de este recurso a la población. Su cauce surgía de una cañería de barro proveniente de un ojo de agua ubicado en la comunidad de «El Sabino Buena Vista».
Cerca de la iglesia y los portales del centro se encuentran el jardín «Lázaro Cárdenas» y el jardín «Morelos». Este último ostenta un busto dedicado a José María Morelos, militar insurgente de la guerra de independencia de México. Además de una segunda efigie en conmemoración a Benito Juárez, expresidente de la nación.
Uno de sus atractivos turísticos más destacables es el balneario de aguas termales «Los Arcos», propiedad del ejido Puruándiro.

## Toponimia
Puruándiro proviene del purépecha «Purhuandirhu» que significa "lugar del agua donde reposa el fuego" , "lugar de aguas termales" o "donde hierve el agua" ya que la ciudad goza de abundantes aguas termales que nace de los mantos acuíferos que la rodean.

## Historia

Capilla expiatoria.

En 1150 algunas tribus chichimecas se establecen en la región, dándole el nombre de Ayotzingo ‘lugar de calabacitas’. En 1300 hubo una batalla entre chichimecas y purépechas, resultando vencedores los purépechas, por lo cual el lugar fue renombrado como «Puruandirhu» (‘lugar de aguas termales‘). En 1527 la población fue conquistada por don Juan de Villaseñor y, tres años después, la corona española confirmó la posesión de la encomienda de Puruándiro a don Juan de Villaseñor cuando este hace un nuevo trazo de la ciudad.

Kiosco en la plaza principal.

Durante el período colonial, fue el asentamiento de haciendas que surtían a todo el Bajío, especialmente a Guanajuato y algunos otros centros mineros. Por su cercanía con ellos, se estableció como centro comercial importante. Fue alcaldía mayor de Huango hasta el año de 1787, fecha a partir de la cual contó con Ayuntamiento.
En la lucha de independencia, la población estuvo en manos de insurgentes, que en 1813, al mando de Ignacio López Rayón, se encargaron de establecer el orden político y reactivaron el comercio, para surtir de alimentos a las tropas independentistas que operaban en el Bajío. A razón de lo anterior la población sufrió varios ataques.
Posterior a la época de independencia, una de las poblaciones que se recuperó con mayor rapidez fue Puruándiro, en la recuperación de la producción agrícola y comercial y con el desarrollo de la industria de calzado. En 1822, contaba con 14,783 habitantes. Con la constitución de 1825, fue considerada cabecera de partido, y en 1831 se constituyó cabecera del municipio de Puruándiro. En la Guerra de Reforma, la población fue centro de operaciones militares entre Zacapu y la sierra de Uruapan del liberal Eustaquio Arias. Sufrió una epidemia de cólera morbus en 1840.
El 20 de abril de 1855 Santos Degollado se dirigió a Puruándiro y ocupó la plaza al triunfo de la revolución de Ayutla; a partir de 1860, tuvieron representantes en la Cámara de Diputados. Durante la Intervención francesa, los hacendados se pronunciaron en favor del Imperio de Maximiliano y el pueblo mantuvo una posición liberal.
Puruándiro es «ciudad» desde 1858, por decreto del gobernador del estado Epitacio Huerta y con fecha de 16 de junio, se le nombró «Ciudad de Calderón». En la Revolución mexicana, Puruándiro sirvió de centro de actividades a las fuerzas del coronel Eduardo Gutiérrez. El 7 de junio de 1912 la ciudad fue incendiada.
El reparto agrario, que tuvo como actores a los campesinos demandantes de la tierra y a los dueños de las haciendas, fue otro de los conflictos importantes de los habitantes de Puruándiro, tanto que llegó a extremos de violenci. José Zavala Cisneros obtuvo para Puruándiro el decreto del 3 de noviembre de 1921, en donde el gobernador Francisco J. Múgica ordenó la afectación de doce mil hectáreas de la hacienda de San Antonio Arce. Obregón hizo la reducción del área a un tercio; pero los agraristas el 23 de octubre de 1923 iniciaron una lucha para hacer valer el decreto del gobernador. No fue hasta 1927 que los agraristas tomaron posesión de las tierras. 

## Geografía
Localización
Se localiza al norte del estado de Michoacán, en las coordenadas 20°05' de latitud norte y 101°31' de longitud oeste, a una altura de 1890 metros sobre el nivel del mar. Su distancia a la capital del estado, Morelia, es de 94 km.
Orografía
Su relieve lo constituyen la depresión del río Lerma y el Eje Neovolcánico. Predominan los valles y planicies (valle de Puruándiro). Tiene cerros, como el Grande, la Campana, los Negros, del Sáuz, Camatarán, Blanco y el cerrito de la cruz. 
Todas las elevaciones son edificios volcánicos los cuales ascienden a más de 100 aparatos volcánicos con sus coladas de lava.  Los volcanes son de diferentes tipos, entre los que se encuentran los domos volcánicos (cerros La Cruz, La Rinconada, Los Flojos,), estratovolcanes (Cerro Grande o de Villachuato), volcanes escudo (Camatarán) y los conos monogenéticos (bancos de material de Janamuato, cerro de San Pedro,  Los Reyes de Chamacuero entre otros).
Hidrografía
Su hidrografía se constituye por los arroyos Cofradía, Tablón, Jazmín, Laguna, Conono, Colorado, Cazahuate y el Angúlo, presas Tablón, Cofradía, Agua Tibia, alazanas, manantiales de agua fría y termales.
La zona termal de Geroche o Jeroche, está formada por cerca de veinte afloramientos de aguas termales. El material en el que afloran los manantiales son rocas y suelo. Esto provoca que los afloramientos de agua generen la presencia de humedales o pantano, los cuales son peligrosos por las temperaturas elevadas (en algunos sitios superan los 50 °C).
Clima
Su clima es templado con lluvias en verano. Tiene una precipitación pluvial anual de 789.0 milímetros y temperaturas que oscilan de 1 °C a 38 °C.
Principales ecosistemas
En el municipio domina la pradera. Su fauna se conforma por: tordo, güilota, codorniz, urraca, conejo, liebre, coyote y tlacuache.
Recursos naturales
La superficie forestal maderable, es ocupada por encino, la no maderable por arbustos de distintas especies.
Características y uso del suelo
Los suelos datan de los períodos cenozoico, terciario y mioceno, corresponden principalmente a los del tipo chernozem. Su uso es primordialmente agrícola y ganadero y en mínima proporción forestal.

## Demografía
La ciudad de Puruándiro cuenta con una población de 32 333 habitantes según datos del XIV Censo General de Población y Vivienda consultado en 2020 por el Instituto Nacional de Estadística y Geografía (INEGI), por lo cual es la 16.ª ciudad más poblada de Michoacán.
| Gráfica de evolución demográfica de Puruándiro entre 1900 y 2020                                  |
|                                                                                                   |
| Población de los censos del Instituto Nacional de Estadística y Geografía (INEGI) de 1900 a 2020. |

### Religión
Predomina el cristianismo católico en un 97 % de la población, seguida en menor escala por la protestante, Testigos de Jehová y ateísmo.

## Educación
Educación Superior
- NODO Puruándiro UMSNH (Educación a distancia)
- Instituto Tecnológico Superior de Puruándiro (ITESP)

## Economía
Las actividades principales son la agricultura, la ganadería y el comercio. Los productos agrícolas que se producen son: maíz, frijol, trigo, sorgo, garbanzo, entre otros. En ganadería se cuenta con ganado porcino y vacuno principalmente.